# Kamow Ka-20
Der Kamow Ka-20 (NATO-Codename „Harp“) war ein sowjetischer zweimotoriger Hubschrauberprototyp, der von Kamow entworfen und gebaut wurde und zur Hubschrauberfamilie Ka-25 führte. Er wurde während des frühen Kalten Krieges zur Bekämpfung von U-Booten der US-Marine entwickelt.

## Entwicklung
Der Ka-20 wurde aus dem früheren Ka-15 entwickelt, um 1958 den Bedarf der sowjetischen Marine an einem schweren Schiffshubschrauber zu decken. Er hatte die gleichen zwei gegenläufigen Dreiblattrotoren wie die frühere Ausführung des Ka-15 und wurde von zwei 670 kW starken Wellenleistungstriebwerken angetrieben. Der Ka-20 wurde gebaut, um die Machbarkeit der Montage der Wellenleistungstriebwerke über der Kabine zu demonstrieren. Er besaß weder Missionsausrüstung noch Korrosionsschutz, war jedoch mit einer an der Nase montierten Radarkuppel ausgestattet.
Der Ka-20 wurde erstmals außerhalb der Sowjetunion durch die Tuschinoer Luftparade 1961 bekannt, wo ein Ka-20 mit Scheinraketen an den Kabinenseiten vorgeführt wurde. Die Konstruktion wurde als Ka-25-U-Boot-Abwehrhubschrauber entwickelt, sein NATO-Codename war „Hormone“.